# Замок Динслакен
Замок Динслакен (нем. Burg Dinslaken) — замок в одноимённом городе в федеральной земле Северный Рейн-Вестфалия.

Основание замка в 1163 году графом Клевским Дитрихом II послужило отправной точкой в развитии города. Первое документальное упоминание о замке относится к 1420 году.

Во время Восьмидесятилетней войны в 1627 году замок был захвачен и сожжён голландскими войсками, однако вскоре восстановлен. В 1770 году в донжон замка ударила молния, что также привело к сильным повреждениям.

В настоящее время замок играет важную жизнь в жизни города. В нём размещаются службы городского управления и канцелярия бургомистра, городской архив и ЗАГС. С юго-западной стороны к нему примыкает открытый городской театр.